# Shire of Mundaring
Shire of Mundaring is een Local Government Area (LGA) in Australië in de staat West-Australië in de agglomeratie van Perth. Shire of Mundaring telde 39.166 inwoners in 2021. De hoofdplaats is Mundaring.